# Conseil national olympique de Singapour
Le Conseil national olympique de Singapour est le comité national olympique de Singapour fondé en 1947.
En 1964, il fusionne avec le Conseil olympique de Malaisie qu'il quitte en 1965.
Fondé en 1947 comme Singapore Olympic and Sports Council (SOSC), il est devenu en 1970 le Singapore National Olympic Council, SNOC, (en chinois traditionnel : 新加坡国家奥运理事会).